# جبال جيجام
جبال جيجام أو جبال غيغام (بالأرمنية: Գեղամա լեռնաշղթա؛ نقحرة: Geġama lernasheghta)، هي سلسلة جبلية في أرمينيا، تمتد غرب بحيرة سيفان، ومتوسط ارتفاع سلسلة جبال جيغام حوالي 2500م.
تبلغ طول الأراضي المحيطة بالسلسلة 65 كم وبعرض 35 كم وتمتد بين بحيرة سيفان وسهل أرارات. تكوين الجيولوجي للمنطقة المحيطة بالسلسلة عبارة عن مستجمع مائي تتجمع فيها المياه السطحية وتحوي براكين خامدة
أعلى قمة في سلسلة جيجام هو بركان أزدههاك بارتفاع 3,597 مترًا. تشكل بواسطة حقل بركاني، ويحتوي على قباب الحمم البركانية من العصر البليستوسيني إلى الهولوسين وفيه تلال على شكل مخروط رمادي. وتتراوح المرتفعات في السلسة ما بين 1800-2000 متر حتى 3000 متر في التلال الفاصلة.

## المنطقة الحيوية
يوجد في المناطق البرية بسلسلة جبال جبجام أنواعًا كثيرة من الطيور حوالي 250 نوعًا، حيث تضم قرابة %70 من جميع الطيور في أرمينيا، وجذبت منحوتات الطيور بعض الاهتمام والاستكشافات الأثرية.
وتحتوي المنحدرات الجنوبية الشرقية للسلسلة علىاغابة خسروف، التي انشأها خسروف الأول في القرن الرابع إبان
الإمبراطورية الفرثية وتحولت إلى حديقة عامة في عام 1958. كم يتواجد على الجبال أنواع مختلفة من النباتات مثل الفافيلوفيا فورموزا والقبأ المستوطن في المنطقة.

## معرض الصور

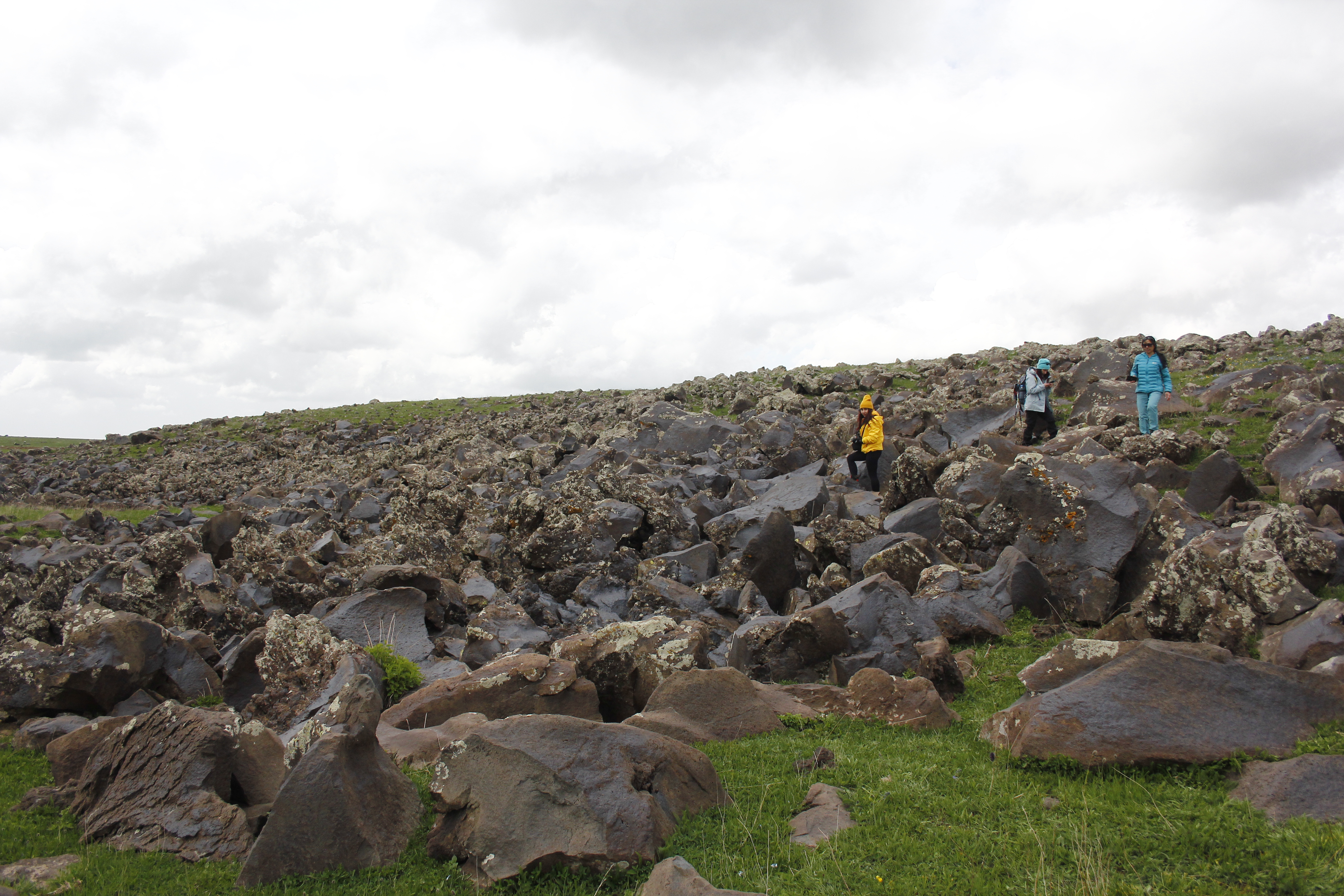

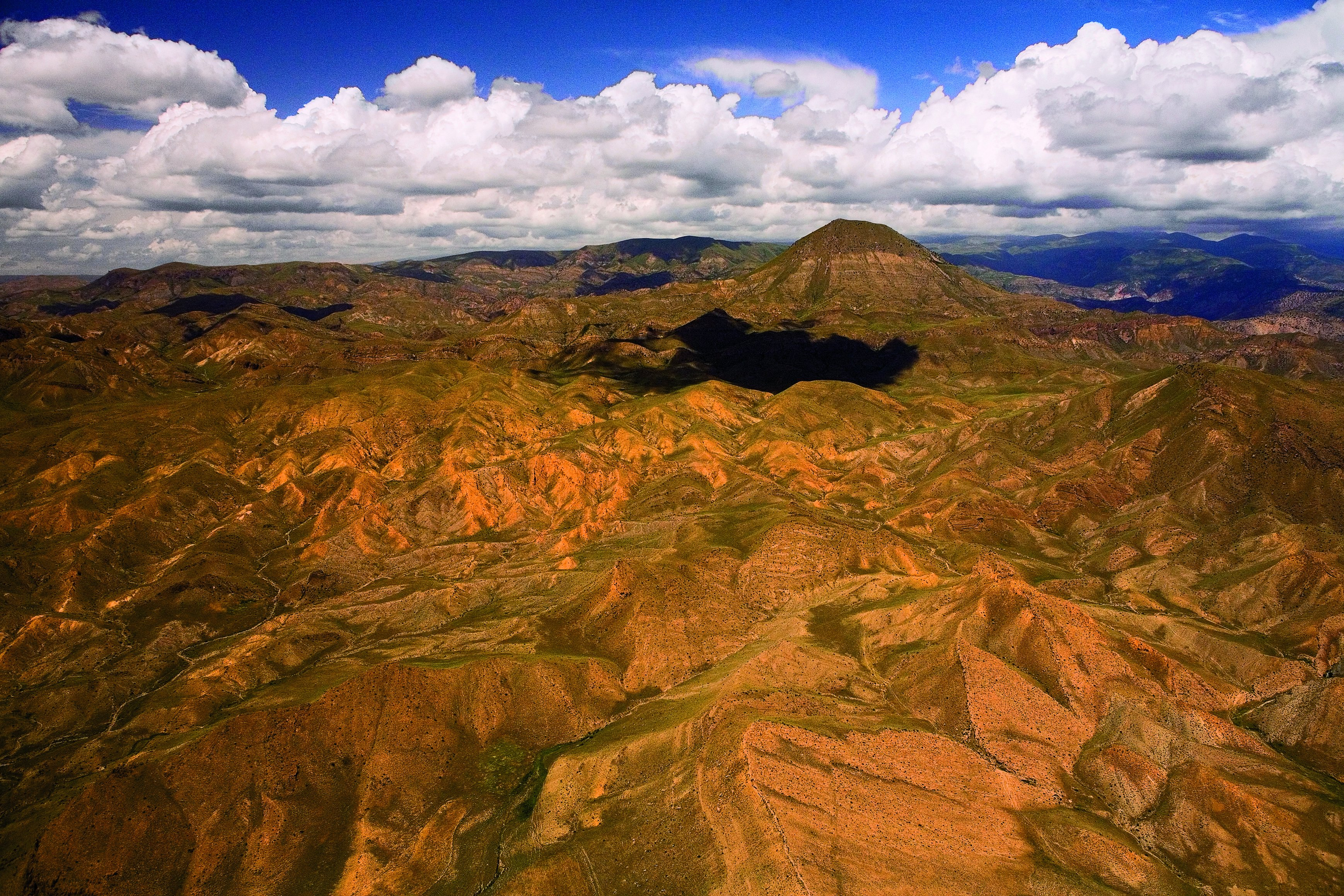

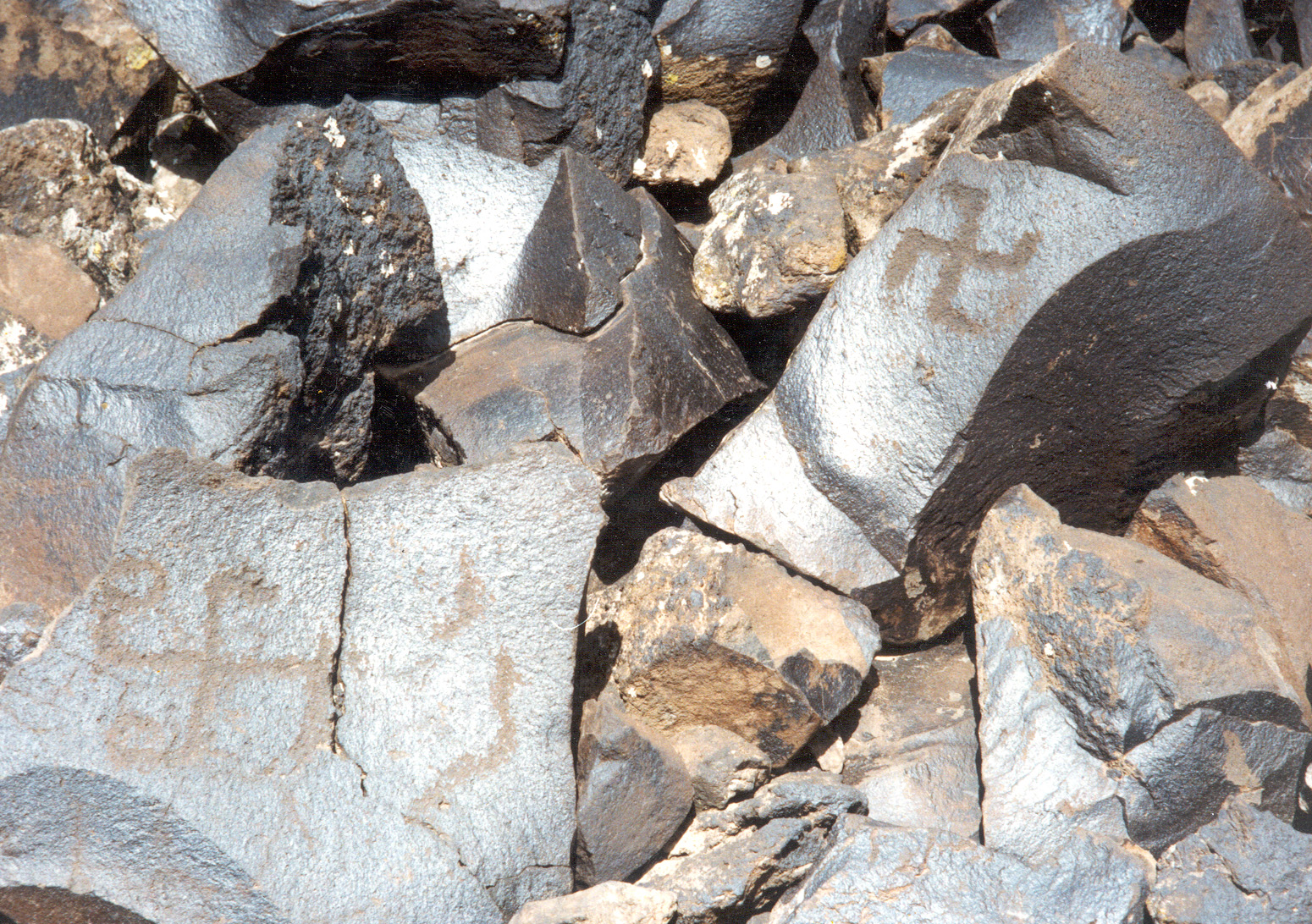
نقش الصخري على شكل صليب معقوف، حوالي 8000 - 5000 قبل الميلاد.

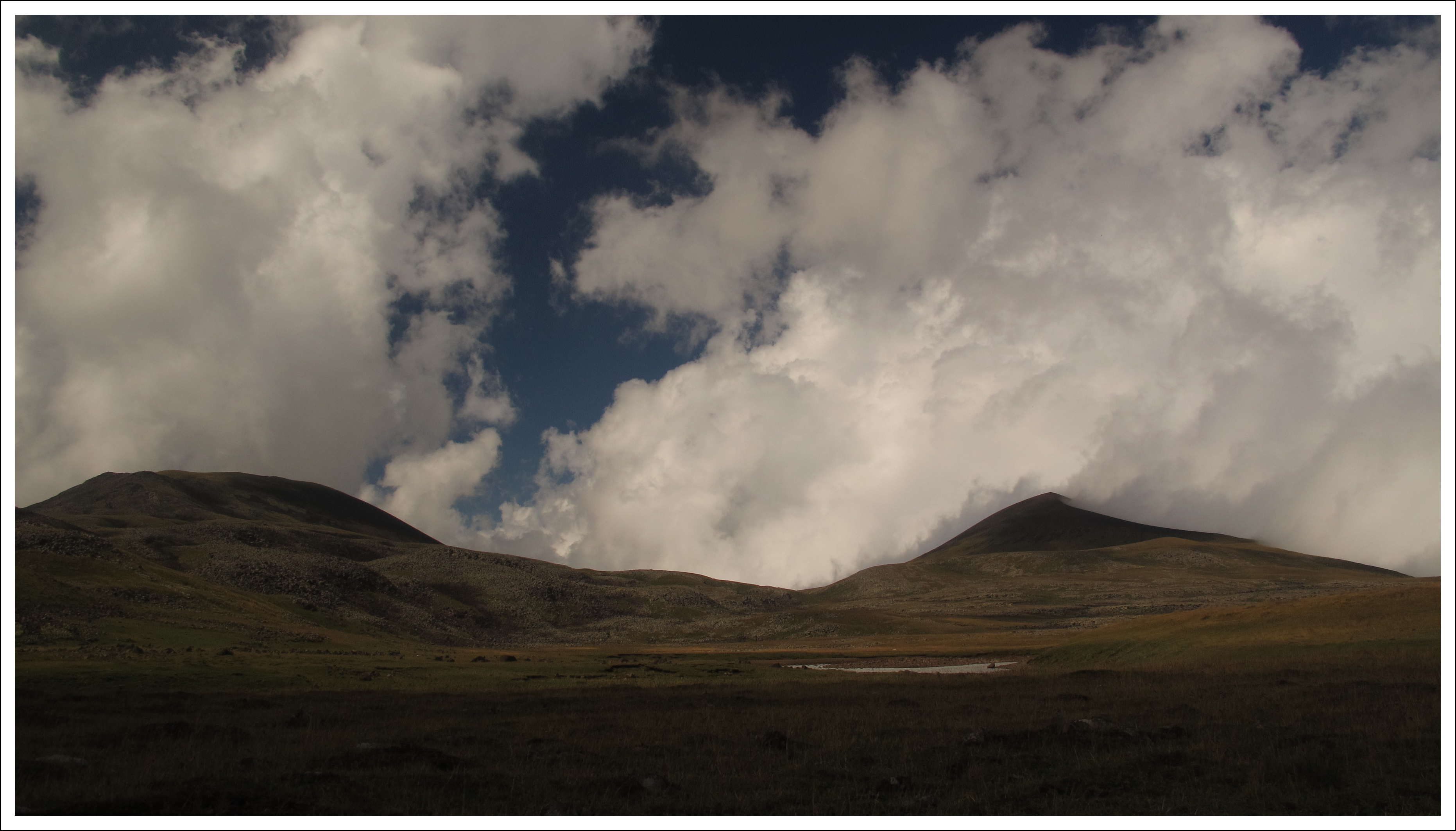
منظر بانورامي لأحدى مناطق السلسلة.

## روابط خارجية
- The Mystery of Azhdahak – the highest point of Gegham Mountains نسخة محفوظة 2012-11-13 على موقع واي باك مشين.
- RockArt in the area of Gegham Mountain Range نسخة محفوظة 2015-04-03 على موقع واي باك مشين.